# Эренберг, Владимир Владимирович
Владимир Владимирович Эренбе́рг (24 сентября (7 октября) 1906, Новгород — 26 августа 1996, Санкт-Петербург) — советский актёр театра и кино, педагог. Заслуженный артист РСФСР (1958).

## Биография
Отец Владимира Эренберга, Владимир Георгиевич Эренберг, был музыкантом и композитором, одним из организаторов известного театра «Кривое зеркало». Мать Елена-Ольга-Юлия Германовна фон Кшефлор имела широкое музыкальное образование и служила в том же театре пианисткой. Младший брат Алексей был также актёром и режиссёром, а ближайшие родственники и друзья — художники, скульпторы, деятели науки.
В 1929 году Владимир Эренберг окончил Театральную студию имени Юрьева и был принят в труппу Ленинградского театра драмы им. А. С. Пушкина, где служил до 1933 года. В 1934 году перешёл в Харьковский театр русской драмы, но в 1937 году вернулся в Театр им. Пушкина.
В 1954—1955 годах Эренберг выступал на сцене Киевского театра имени Леси Украинки.
В 1956 году вновь вернулся в Театр драмы имени А. С. Пушкина, где служил до ухода на пенсию в 1988 году.
С 1947 года Владимир Эренберг занимался педагогической деятельностью — преподавал в Ленинградском театральном институте.
Скончался 26 августа 1996 года, не дожив полутора месяцев до своего девяностолетия.

## Творчество

### Театральные роли

#### Ленинградский академический театр драмы имени А. С. Пушкина
- «Мятеж» Б. А. Лавренёва — Буровой
- 1934 —  «Борис Годунов» А. С. Пушкина — Басманов и Гаврила Пушкин
- 1938 —  «Таланты и поклонники» А. Н. Островского — Бакин
- 1947 — «Школа злословия» Р. Шеридана — Джозеф Сэрфес
- 1949 — «Полководец Суворов» И. В. Бахтерева и А. В. Разумовского — Багратион
- 1951 — «Двенадцатая ночь» В. Шекспира — сэр Эндрю Эгьюйчик
- 1955 — «Оптимистическая трагедия» В. В. Вишневского — Командир корабля

### Постановки в театре
Ленинградский театр драмы имени А. С. Пушкина
- 1957 — «Игрок» по Ф. М. Достоевскому (совместно с Л. С. Вивьеном)
- 1961 — «Друзья и годы» Л. Г. Зорина (совместно с Л. С. Вивьеном)
- 1966 — «Тяжкое обвинение» Л. Р. Шейнина
- 1978 — «Мелодия для павлина» О. Заградника
- 1984 — «Лукия» М. Гараевой

## Фильмография
- 1958 — В дни Октября — Борис Савинков
- 1959 — Дама с собачкой — приятель Гурова
- 1964 — Гамлет — Горацио
- 1965 — Иду на грозу — декан
- 1966 — 12 стульев (фильм-спектакль) — редактор журнала «Кооперативная флейта»
- 1967 — Зелёная карета — Александр Иванович Храповицкий
- 1968 — Седьмой спутник — Вербовский
- 1968 — Мёртвый сезон — Хасс
- 1969 — Тройная проверка — Ратфельд
- 1969 — Завтра, третьего апреля… — Василий Степанович, учитель географии
- 1970 — Угол падения — Вильгельм Иванович
- 1970 — Баллада о Беринге и его друзьях — генерал-аншеф Александр Брюс
- 1971 — Ночь на 14-й параллели — Маффи
- 1972 — Вашингтонский корреспондент — Уолтер Донован
- 1972 — Свеаборг — капитан корабля
- 1973 — Здесь наш дом — Вячеслав Сергеевич
- 1974 — Бронзовая птица — доктор
- 1974 — Агония — иерарх
- 1976 — Строговы — Роберт Карлович Аукенберг
- 1977 — Есть идея! — академик, принимающий мост
- 1979 — Взлёт — попечитель Лебедев
- 1980 — Миллионы Ферфакса — Джошуа Уорд
- 1981 — 20 декабря — генерал Машковский
- 1981 — Красные колокола. Фильм 1. Мексика в огне
- 1982 — Личные счёты — Степан Гаврилович Никитинский, доцент
- 1986 — Гонка века — Фрэнсис Чичестер, главный судья соревнований
- 1988 — Филиал — академик
- 1990 — Сломанный свет — мастер, педагог театрального училища